# 乌图
乌图（Utu）（苏美尔语“UD”-“太阳“在阿卡德语中的翻译，亚述-巴比伦语的“太阳”是“沙玛什”）是苏美尔神话中的太阳神，月神南纳和宁伽勒女神的儿子，他的兄弟姐妹有伊什库尔及双胞胎伊南娜和埃列什基伽勒。
乌图是太阳、正义和审判之神，公正和真理的维护者。他通常被描绘成头戴角盔、手持一把带锯齿的镰刀。据认为，乌图每天从玛舒山东面出现-象征黎明，驾驶战车或小船穿过大地，然后回到山西面的一个洞中-象征黄昏。每天晚上，乌图都要降至阴间，决定死者的命运。他还被描绘成扛着权杖，一只脚站立在一座山上。它的符号是“背后射出的光芒和/或一个日盘或一把镰刀”。
苏美尔神话对该太阳神提及不多，但《吉尔伽美什史诗》确是个特别的例外。在该神话中，由于吉尔伽美什与“玛舒山”（cedar mountain）的关系，他竭力想通过乌图的幫助来建立自己的名望。据杰夫瑞·H· 蒂盖称，吉尔伽美什与他的父亲-乌鲁克前王朝国王“卢伽尔班达”（Lugalbanda）的血统，可追溯到乌图自己，并且他进一步指出，在古巴比伦版的史诗中，卢伽尔班达与太阳神的联系，突出了“在传统历史中的某一刻，太阳神也可作为祖先”的印象。
在苏美尔语中马尔杜克（Marduk）被拼为“AMAR.UTU”，字面意思是“乌图的小牛”或“太阳的小公牛”。

## 另请参阅
- 乌特图